# Gerhard von Entzen
Gerhard von Entzen (* in Zülpich; † 19. April 1671 in Koblenz) war Abt der Prämonstratenserklöster Sayn und Rommersdorf.

## Leben
Gerhard II von Entzen aus Zülpich hatte die Profess im Kloster Steinfeld abgelegt, war dann Prior im Kloster Niederehe und später Koadjutor im Kloster Arnstein gewesen. 1655 wurde er Abt in Sayn und am 21. September 1657 zum Abt von Rommersdorf postuliert. Der Trierer Erzbischof Karl Kaspar von der Leyen übertrug ihm die Visitation der Diözese. Als Generalvikar der Ordensprovinz Westfalen reformierte Lentzen mehrere Klöster. Mit Hilfe der Äbtissin Anna Maria von Calenberg brachte er das Nonnenkloster Nieder-Ilbenstadt wieder in Ordnung und wehrte mit dem Abt des Männerklosters Ober-Ilbenstadt, Georg Laurentii, den kurmainzischen Versuch ab, das Frauenkloster aufzulösen. Er starb am 19. April 1671 im Rommersdorfer Hof in Koblenz.